# Kappa Pavonidi
Le Kappa Pavonidi sono uno sciame meteorico: allo sciame è stata assegnata la sigla internazionale KPA. Non è conosciuto il corpo progenitore dello sciame.

## Caratteristiche
Lo sciame delle Kappa Pavonidi durante il loro picco, che capita tra il 17 e il 18 luglio,  hanno il radiante alle coordinate celesti 18 H 48 M (Ascensione retta), -66,9° (Declinazione), la loro velocità è di 18,9 km/s.

## Attività passata e futura
Il 17 luglio 1986 è stato osservato un piccolo outburst di meteore provenienti da questo sciame: l'outburst è durato 70 minuti, molte delle sue meteore erano di colore giallo-arancione, con una magnitudine media di +0,7a. Lo sciame ha raggiunto durante l'outburst un livello di circa 60.
Peter Jenniskens nel suo lavoro Meteor stream activity. IV. Meteor outbursts and the reflex motion of the Sun. ha previsto nuovi possibili outburst di Kappa Pavonidi nel 2019 e/o 2020.